# Militair ordinariaat
Een militair ordinariaat is een ordinariaat van de Katholieke Kerk. Een dergelijk ‘legerbisdom’ is bedoeld om geestelijke zorg te verschaffen aan militairen. Aan het ordinariaat zijn aalmoezeniers verbonden en aan het hoofd staat de ordinarius, een bisschop. Het militair ordinariaat werkt nauw samen met de dienst geestelijke verzorging van de krijgsmacht.

## Geschiedenis
Tot 1986 bestonden er voor sommige landen militaire vicariaten. Dit was geen bisdom en de militaire bisschop die hieraan leiding gaf was daarom tevens bisschop of hulpbisschop van een ander bisdom, dan wel titulair-bisschop. De zorg voor militairen kon zowel een voltijd als een deeltijd functie zijn voor de bisschop. Op 21 juli 1986 werd door paus Johannes Paulus II met de apostolische constitutie Spirituali militum curae de militaire vicariaten verheven tot ordinariaten met gelijke status als een bisdom. De bisschop is sindsdien ordinarius in zijn eigen recht.

## Jurisdictie
Het militair ordinariaat is vrijgesteld en valt als immediatum direct onder de Heilige Stoel, zonder te behoren tot een kerkprovincie. De bisschop is lid van de bisschoppenconferentie van het land waarin hij zich bevindt. 
In tegenstelling tot een "normaal" bisdom heeft een militair ordinariaat geen grondgebied. Het militair ordinariaat is op persoonlijk vlak verantwoordelijk voor de geestelijke zorg aan militairen van een land, ongeacht waar dezen zich bevinden, ook in het buitenland. Hiernaast blijven de militairen deel uitmaken van de parochie en het bisdom waar ze reeds lid van uitmaken. Gebieden die als militair zijn aangewezen vallen in eerste plaats onder de militaire ordinarius en hiernaast tevens onder de lokale bisschop.
Naast de militairen zelf vallen ook echtgenoten, kinderen, in hetzelfde huis wonende familieleden en inwonend personeel onder het militair ordinariaat. Hiernaast valt ook niet militair personeel die werkzaam zijn voor de strijdkrachten, studenten aan militaire academies, mensen die werken voor of wonen in militaire ziekenhuizen, militaire zorginstellingen of andere soortgelijke instellingen onder de zorg van het militair ordinariaat. Tevens is iedereen die in opdracht van het militair ordinariaat een langdurige functie vervult onderdeel van het militair ordinariaat.

## Organisatie
Aan het ordinariaat zijn aalmoezeniers verbonden en aan het hoofd staat de ordinarius, een bisschop. Diocesane bisschoppen en superiors van religieuze orden voorzien het militair ordinariaat met voldoende priesters en diakens om de missie uit te kunnen voeren. Hiernaast kunnen sommige militair ordinariaten ook eigen priesters hebben en zelfs een eigen seminarie.